# Лупья (средний приток Камы)
Лупья — река в России, протекает по Верхнекамскому району Кировской области. Устье реки находится в 1349 км от устья Камы по левому берегу. Длина реки составляет 34 км.
Исток реки на Верхнекамской возвышенности в болотах в 5 км к северу от села Лойно. В верховьях течёт на юго-восток, в районе покинутой деревни Бельтюковы поворачивает на северо-восток и течёт по сильно заболоченной местности параллельно Каме. Приток — Лупшер (левый), прочие притоки без названий. Впадает в Каму у деревень Пальшины и Лупшер (Кайское сельское поселение). Ширина у устья около 30 метров.

## Данные водного реестра
По данным государственного водного реестра России относится к Камскому бассейновому округу, водохозяйственный участок реки — Кама от истока до водомерного поста у села Бондюг, речной подбассейн реки — бассейны притоков Камы до впадения Белой. Речной бассейн реки — Кама.
Код объекта в государственном водном реестре — 10010100112111100001068.